# William Slattery
William Matthew Slattery OFM (* 6. September 1943 in Port Laoise, Leinster, Irland) ist ein irischer Ordensgeistlicher und emeritierter römisch-katholischer Erzbischof von Pretoria sowie emeritierter Militärbischof von Südafrika.

## Leben
William Slattery trat der Ordensgemeinschaft der Franziskaner (OFM) bei und empfing am 21. Februar 1970 die Priesterweihe.
Papst Johannes Paul II. ernannte ihn am 17. November 1993 zum Bischof von Kokstad. Die Bischofsweihe spendete ihm der Erzbischof von Durban, Wilfrid Fox Napier OFM, am 19. Februar 1994; Mitkonsekratoren waren Michael Rowland OFM, Bischof von Dundee, und Andrew Zolile T. Brook, Bischof von Umtata.
Am 23. Dezember 2010 ernannte ihn Papst Benedikt XVI. zum Erzbischof von Pretoria und Militärbischof von Südafrika. Am 30. Januar 2011 wurde in das Amt als Erzbischof von Pretoria eingeführt.
Papst Franziskus nahm am 30. April 2019 seinen altersbedingten Rücktritt an. Vom 24. September 2020 bis zum 26. Februar 2022 war William Slattery Apostolischer Administrator von Mariannhill.